# Augustine

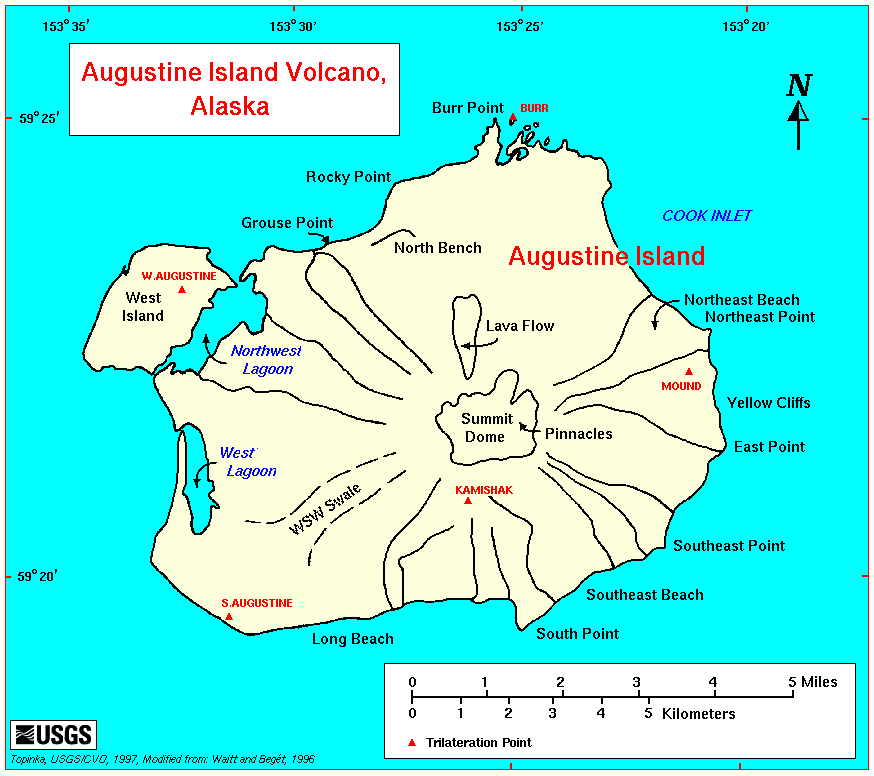
Augustine, Aljaška, Spojené státy americké.

Augustine je sopka, tvořící stejnojmenný ostrov v zátoce Kamishak Bay v jihozápadní oblasti Cookova zálivu (Cook Inlet), asi 290 km jihozápadně od  největšího aljašského města Anchorage. Agustine je nejaktivnější sopkou východní části Aleutského oblouku. Sestává z komplexu překrývajících se lávových dómů obklopených koberci pyroklastického materiálu, který se po všech stranách sesouvá do moře.
Z Augustine vystupuje několik lávových proudů, úbočí jsou pokryty sesouvající se sutí a klasty pyroklastických proudů, které se vytvářejí při opakovaném zhroucení a obnově vrcholu.
Poslední epizoda, kdy došlo ke zhroucení vrcholové části, proběhla během největší historicky doložené erupce v roce 1883; následný růst dómu obnovil výšku hory do srovnatelné velikosti z roku 1883.
Nejstarším vulkanickým horninám je přisuzováno stáří 40 000 let zpět před současnost (2000). Přinejmenším 11 rozsáhlých suťových kuželů dosáhlo za posledních 1800 až 2000 let moře, během tohoto období došlo k 5 velkým pemzovým pyroklastickým erupcím. Erupce Augustine měly historicky vždy typický průběh, kdy po explozívní činnosti s pemzovými pyroklastickými nánosy následují lávové výlevy z dómů doprovázených uvolňováním balvanů a popela (block-and-ash).

## Poslední erupce
Dne 27. března 1986 – popel vyvržený při erupci dosahuje k Anchorage a narušuje letový provoz nad jihem Aljašky.
V půli prosince 2005 – vlečka par oxidu siřičitého, stovky mikrootřesů země a nový oblak popela nad zasněženým vrcholem, obojí naznačuje blížící se erupci Augustine – CNN News 15. prosinec 2005, AP 15. prosinec 2005.
Dne 11. ledna 2006 – erupce Augustine v 13:44 a 14:13 UTC.
Dne 13. ledna 2006 – Augustine znovu propuká v erupci ve 12:55, 17:47 a 20:20 UTC, první erupce trvá 44 minut, a druhá pouze 4 minuty a 17 sekund. Erupce se projevily lehkým oblakem, vystupující vlečkou popela a popela do stratosféry, přinejmenším do 9 100 metrů a zatím nepotvrzených 15 849 metrů. Erupce způsobují zpoždění letových spojů na letišti ANC.